# Zábělce
Zábělce (též Zábelec či Zábelce, německy Sabelce) je zaniklá osada či skupina chalup v okrese Česká Lípa, na východě bývalého vojenského prostoru Ralsko, kvůli jehož založení zanikla. Ležela asi 9,5 km na severovýchod od Kuřívod a asi 5,5 km na jihozápad od Osečné. Byla správně podřízena později též zaniklé obci Palohlavy. Původní zabrané katastrální území bylo Palohlavy, současné je Náhlov v novodobém městě Ralsko.

## Popis a historie

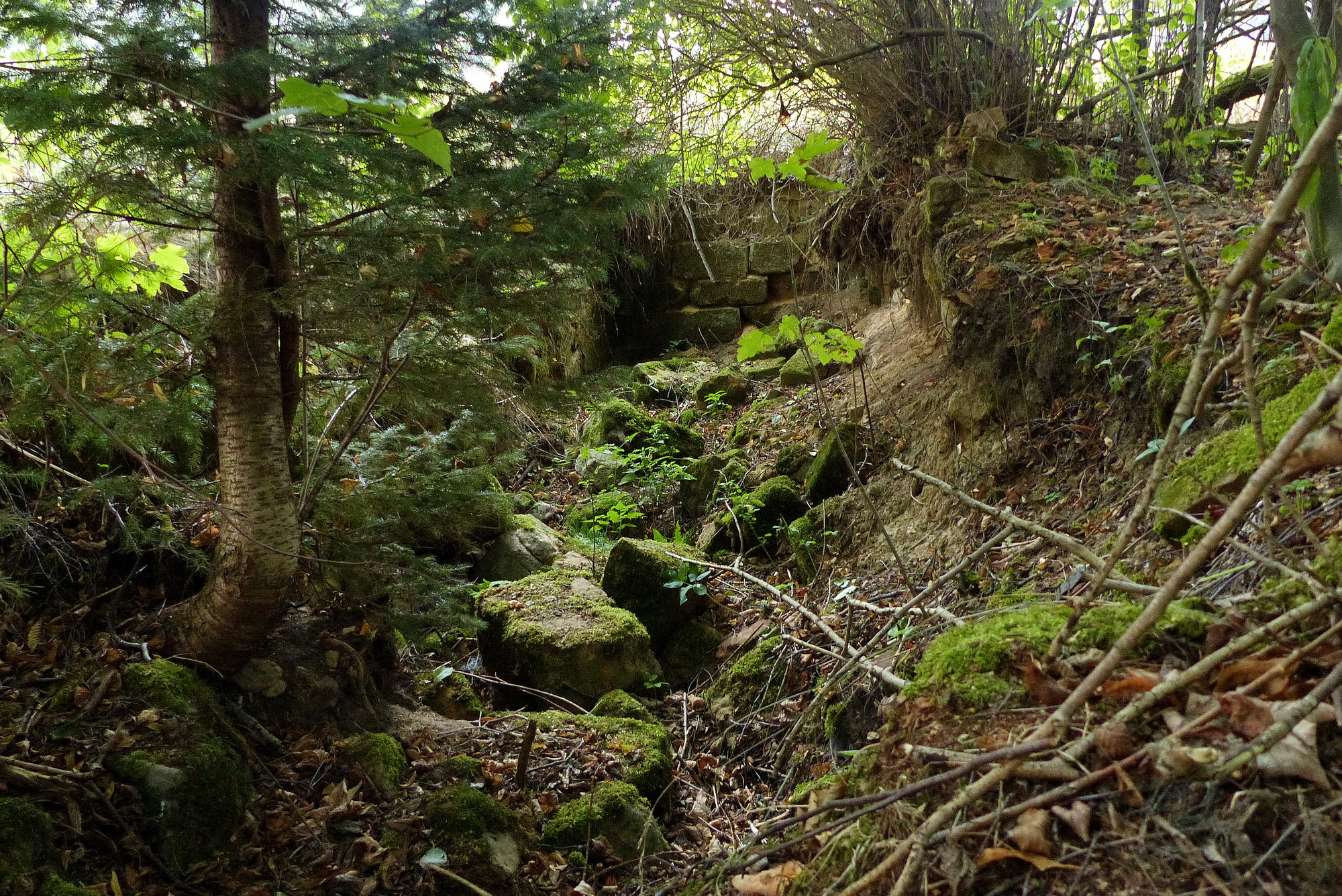
Trosky domu v bývalých Zábělcích

Osada ležela na travnaté stráni nad údolími Čertova potoka a Zábrdky. Zdejší usedlosti stály roztroušeně po obou stranách cesty z Dolní Noviny do údolí Zábrdky. Osada se nalézala asi 1,5 km severovýchodně od Palohlav.
Osada nemá dlouhou historii, na mapě z roku 1843 jsou ještě nezastavěné pozemky – pole a louky. Později zde bylo postaveno pět domů. Poblíž bylo několik samot, např. Krba. Zábelec vznikl proto, že rozrostlé rodiny v Palohlavech potřebovaly nové prostory, a tak si vybraly pozemky na Zábelci. Voda zde nebyla, tak si postavili vodovod (vodojem stále stojí nad osadou, vodárna je v údolí Zábrdky).